# خورخي غوتيريز (ملاكم)
خورخي جوتيريز (مواليد 18 سبتمبر 1975) هو ملاكم كوبي، مثّل بلاده في الألعاب الأولمبية الصيفية 2000.

## روابط خارجية
خورخي جوتيريز على موقع أوليمبيديا (الإنجليزية)